# Niculina Lazarciuc
Niculina Lazarciuc (născută Lungu; n. 6 decembrie 1957) este o fostă atletă română, specializată în proba de 400 de metri.

## Carieră
Sportiva a absolvit liceul cu program de atletism de la Câmpulung. A fost campioană națională din anii 1981 și 1984 la 400 m plat și în 1981 la 400 m garduri. Prima ei performanță notabilă pe plan internațional a fost locul nouă la 400 m și locul șase cu echipa de ștafetă 4x400 m a României la Campionatul European de Juniori din 1973. La Jocurile Balcanice din 1979 echipa României a cucerit medalia de argint.
În anul 1980 ea a concurat la Jocurile Olimpice de la Moscova. La proba de 400 de metri nu a reușit să se califice în finală dar s-a clasat pe locul patru cu echipa de ștafetă 4x400 de metri, compusă din Ibolya Korodi, Niculina Lazarciuc, Maria Samungi și Elena Tărîță. Anul următor a obținut locul zece la Universiada de la București.
După retragere sa din activitate Niculina Lazarciuc a pregătit-o pe Nuța Olaru și a devenit profesor de educație fizică și sport.

## Palmares
| An   | Competiție                      | Locație                    | Loc | Eveniment | Note    |
| ---- | ------------------------------- | -------------------------- | --- | --------- | ------- |
| 1973 | Campionatul European de Juniori | Duisburg, Germania         | 9   | 400 m     | 54,72   |
| 1973 | Campionatul European de Juniori | Duisburg, Germania         | 6   | 4x400 m   | 3:40,46 |
| 1979 | Jocurile Balcanice              | Pireu, Grecia              | 2   | 4x400 m   | 3:32,5  |
| 1980 | Jocurile Olimpice               | Moscova, Uniunea Sovietică | 19  | 400 m     | 52,52   |
| 1980 | Jocurile Olimpice               | Moscova, Uniunea Sovietică | 4   | 4x400 m   | 3:27,7  |
| 1981 | Universiada                     | București, România         | 10  | 400 m     | 53,65   |
| 1983 | Jocurile Balcanice              | Izmir, Turcia              | 1   | 4x400 m   | 3:32,67 |

## Distincții
- Medalia „Meritul Sportiv” clasa I (15 aprilie 1981) „pentru rezultatele deosebite obținute la Jocurile olimpice de vară de la Moscova — 1980, precum și pentru contribuția adusă la dezvoltarea activității sportive și la creșterea prestigiului sportului românesc pe plan internațional”[10]